# Relation acyclique
En mathématiques, une relation acyclique est une relation sans cycle.
Plus précisément, une relation binaire R sur un ensemble E est dite :
- acyclique s'il n'existe pas de n-uplet {\displaystyle (x_{1},\dots ,x_{n})} d'éléments de E distincts, avec n ≥ 2, tels que {\displaystyle x_{1}Rx_{2},~x_{2}Rx_{3},~\dots ,~x_{n-1}Rx_{n},~x_{n}Rx_{1}} ;
- strictement acyclique si elle est de plus antiréflexive.

Une relation est donc :
- acyclique si et seulement si sa clôture transitive est antisymétrique (ou encore : si sa clôture réflexive transitive est une relation d'ordre) ;
- strictement acyclique si et seulement si sa clôture transitive est asymétrique (ou encore : est un ordre strict).

Toute relation bien fondée est strictement acyclique.
La notion de relation strictement acyclique équivaut à celle de graphe orienté acyclique.